# Scopula inustaria
Scopula inustaria är en fjärilsart som beskrevs av Herrich-Schäffer 1847. Scopula inustaria ingår i släktet Scopula och familjen mätare. Inga underarter finns listade.